# Медовдолац
Медовдолац је насељено место у саставу општине Ловрећ, Сплитско-далматинска жупанија, Република Хрватска.

## Историја
До територијалне реорганизације у Хрватској налазио се у саставу старе општине Имотски.

## Становништво
На попису становништва 2011. године, Медовдолац је имао 163 становника.
| Број становника по пописима | Број становника по пописима | Број становника по пописима | Број становника по пописима | Број становника по пописима | Број становника по пописима | Број становника по пописима | Број становника по пописима | Број становника по пописима | Број становника по пописима | Број становника по пописима | Број становника по пописима | Број становника по пописима | Број становника по пописима | Број становника по пописима | Број становника по пописима |
| --------------------------- | --------------------------- | --------------------------- | --------------------------- | --------------------------- | --------------------------- | --------------------------- | --------------------------- | --------------------------- | --------------------------- | --------------------------- | --------------------------- | --------------------------- | --------------------------- | --------------------------- | --------------------------- |
| 1857                        | 1869                        | 1880                        | 1890                        | 1900                        | 1910                        | 1921                        | 1931                        | 1948                        | 1953                        | 1961                        | 1971                        | 1981                        | 1991                        | 2001                        | 2011                        |
| 322                         | 557                         | 428                         | 497                         | 599                         | 741                         | 1.075                       | 562                         | 824                         | 725                         | 675                         | 721                         | 536                         | 382                         | 238                         | 163                         |

Напомена: У 1869. и 1921. садржи податке за насеље Добринче.

### Попис1991.
На попису становништва 1991. године, насељено место Медовдолац је имало 382 становника, следећег националног састава:
| Попис 1991.‍  | Попис 1991.‍  | Попис 1991.‍ | Попис 1991.‍ | Попис 1991.‍ |
| ------------ | ------------ | ----------- | ----------- | ----------- |
|              |              |             |             |             |
| Хрвати       | Хрвати       |             | 365         | 95,54%      |
| Чеси         | Чеси         |             | 1           | 0,26%       |
| неопредељени | неопредељени |             | 2           | 0,52%       |
| непознато    | непознато    |             | 14          | 3,66%       |
| укупно: 382  |              |             |             |             |